# LaTeXML
LaTeXML превръща LaTeX документи в XML, HTML и EPUB.

## Механизъм
Основният резултат от LaTeXML е XML документ, следващ моделa използван от (La)TeX. Следващ (пост-)процес позволява преoбразуването на XML документите в други структурирани формати, като HTML, използващ PNG изображения за представянето на математически формули, както и XHTML, HTML5 и EPUB използващи формули кодирани чрез MathML. Сравнен с други LaTeX-към-XML приложения, LaTeXML се стреми да запази смисловото съдържание и структури кодирани в LaTeX. Това прави LaTeXML добра основа за следващи семантични услуги, примерно Математически търсачки.
Времето за преобразуване на документ варира между 30 милисекунди за една формула (използвайки daemon-изиран LaTeXML процес) до минути за цели книги.

## История
LaTeXML е започнат в контекста на „Дигиталната библиотека за математически функции“ в Американския национален институт по стандарти и технологии NIST, целта на която е разработването на математически справочник, съставен от ЛаТеК документи, за които е била необходима публикация в интернет. Софтуерът е активно разработван вече десетилетие и е привлякъл малка, но отдадена група от разработчици и потребители, съсредоточена около Брус Милър, основателят и главен разработчик на LaTeXML.
Текущата версия на LaTeXML е 0.8.1. Последната версия е публикувана през февруари 2015, като разработването продължава в публичното GitHub хранилище.
Федералният закон на САЩ задължава софтуер публикуван от федерални институции да бъде моментално признат за Обществено достояние, което е приложимо с пълна сила към лиценза на LaTeXML Архив на оригинала от 2015-06-26 в Wayback Machine..
LaTeXML е използван за преобразуване към XML на 90% (60% без грешки) от 530 000 научни документи от научното хранилище arXiv. В резултат от този проект, LaTeXML поддържа голям брой LaTeX библиотеки. „Конференцията по приложна изчислителна лингвистика“, ACL 2014, използва LaTeXML за преобразуването на одобрените публикации в XML. От февруари 2013, LaTeXML се използва за произвеждането на уеб страниците на доброволно редактираната свободна математическа библиотека, PlanetMath.

## Технически Дизайн
Основата на LaTeXML е Perl преработка и пренаписване на макро езика и алгоритмите за печатарско оформление на TeX, с добавен програмируем XML изход. За да запази смисловите структури във входящия LaTeX синтаксис, LaTeXML се нуждае от съответни Perl дефиниции за LaTeX библиотеките, ако те изискват специфични XML структури. LaTeXML съдържа дефиниции за над 200 често използвани LaTeX библиотеки, като AMSTeX, Babel или PGF/TikZ (все още експериментални).
Преобразуването чрез LaTeXML се състои от 2 етапа:
- Първият обработва LaTeX документa и го преобразува в близък до LaTeX XML формат
- Вторият етап (пост-обработка), базиран на първия, създава XHTML, HTML5, HTML с изображения за формули и EPUB.

LaTeXML 0.8 добави daemon функционалност, която позволява бърза последователна обработка на няколко документа, както и лесно внедряване в уеб приложения.

## Външни Препратки
- dlmf.nist.gov
- LaTeXML отворен код
- LaTeXML уеб сървър, услуги и примери